# Sugar Rush (série télévisée)
Pour les articles homonymes, voir Sugar Rush.
Sugar Rush est une série télévisée britannique en vingt épisodes de 24 minutes, créée d'après le livre homonyme de Julie Burchill (en) et diffusée entre le 7 juin 2005 et le 10 août 2006 sur Channel 4. En France, la série est diffusée depuis le 6 janvier 2006 sur MCM et le 8 janvier 2011 sur Plug-TV Belgique.

## Synopsis
Cette série met en scène Kimberly Daniels, plus communément appelée par son petit nom Kim, une adolescente de 15 ans vivant à Brighton, qui est obsédée sexuellement par sa meilleure amie Maria « Sugar » Sweet, une jeune fille égocentrique et irresponsable qui ne se rend pas compte des sentiments de Kim à son égard.
En plus de son obsession, Kim doit faire face aux différents problèmes que rencontre sa famille, sa mère Stella qui refuse d'assumer son rôle de mère et d'épouse, son père Nathan qui refuse de faire face aux problèmes et son petit frère Matt qui se prend pour un extraterrestre.

### Première saison
Kimberly et sa famille emménagent à Brighton.
Elle s'ennuie dans son quotidien et ne connaît personne jusqu'à ce qu'elle rencontre Sugar, la fille la plus populaire de son lycée.
Ces deux filles très différentes se lient d'amitié mais plus le temps passera et plus Kim ressentira des sentiments amoureux envers Sugar.
Mais à part cela, Kim a beaucoup de problèmes dans son quotidien : son frère se prend pour un alien, sa mère trompe son père avec le décorateur de leur maison et elle est harcelée par le fils de ses voisins gays.
Vers la fin de la saison, Kim rompt tout contact avec Sugar.Son père va demander le divorce.
À l'issue de cette suite d'évènements dramatiques, elle vivra une relation passagère avec une jeune fille nommée Beth, ce qui la poussera à accepter son lesbianisme.
Mais à la suite d'un appel de détresse de Sugar qui a été violée et a ensuite poignardé son agresseur, Kim revient vers elle afin de l'aider.
À la suite de ce drame, elles passeront une nuit de sexe ensemble.

### Deuxième saison
L'histoire de cette seconde saison se déroule deux ans après la première.
Kimberly est en dernière année de lycée et Sugar finit en prison.
Elle aura une aventure avec une lesbienne héroïnomane B.C.B.G appelée Anna, cela finira mal.
Kim fera la connaissance dans un bar gay d'une jeune femme de 25 ans appelée Saint, de son vrai nom Sara.
Les deux tomberont amoureuses l'une de l'autre mais malgré cela, les problèmes existentiels de Kim continueront : son frère fait une crise d'identité sexuelle et est devenu gothique, ses parents sont devenus des échangistes...
De plus, Sugar sort de prison après deux ans passés à l'ombre pour homicide involontaire, vol de voitures, conduite sans permis et délit de fuite.
Même si cela n'empêchera Kim et Sugar de rester proches, il y aura de nombreux problèmes.
Sugar et Saint entretiendront une rivalité, Kim découvrira que Saint est bisexuelle lorsqu'elle la rencontrera son ancien petit ami, Sugar sera en couple avec un maquereau russe malfamé et Stella tombera enceinte d'une petite fille.

## Distribution
- Olivia Hallinan (VFB : Maia Baran) : Kimberly Daniels, l'héroïne
- Lenora Crichlow (VFB : Fanny Roy) : Maria « Sugar » Sweet, la meilleure amie de Kim
- Sara Stewart (VFB : Colette Sodoyez) : Stella Daniels, la mère de Kim
- Richard Lumsden (VFB : Philippe Résimont) : Nathan Daniels, le père de Kim
- Kurtis O'Brien (VFB : Hippolyte de Poucques) : Matt Daniels, le petit frère de Kim
- Andrew Garfield (VFB : Aurélien Ringelheim) : Tom
- Sarah-Jane Potts : Saint, la petite-amie de Kim (à partir de la saison 2)
- Laura Donnelly : Beth
- Neil Jackson : Dale
- Anna Wilson-Jones : Anna, selon le terme de Kim, la psycho bitch (à partir de la saison 2)
- Jalaal Hartley : Mark Evans
- Thure Lindhardt : Dimitri
- Jemima Rooper : Montana

- Version française
  - Studio de doublage : Dubbing Brothers 
  - Direction artistique : Daniel Nicodème
  - Adaptation : Félicie Seurin[1]

### Distribution par épisode
|                        | Saison 1 | Saison 1 | Saison 1 | Saison 1 | Saison 1 | Saison 1 | Saison 1 | Saison 1 | Saison 1 | Saison 1 | Saison 2 | Saison 2 | Saison 2 | Saison 2 | Saison 2 | Saison 2 | Saison 2 | Saison 2 | Saison 2 | Saison 2 |
| Acteur/Actrice         | 1.01     | 1.02     | 1.03     | 1.04     | 1.05     | 1.06     | 1.07     | 1.08     | 1.09     | 1.10     | 2.01     | 2.02     | 2.03     | 2.04     | 2.05     | 2.06     | 2.07     | 2.08     | 2.09     | 2.10     |
| ---------------------- | -------- | -------- | -------- | -------- | -------- | -------- | -------- | -------- | -------- | -------- | -------- | -------- | -------- | -------- | -------- | -------- | -------- | -------- | -------- | -------- |
| Olivia Hallinan        | Oui      | Oui      | Oui      | Oui      | Oui      | Oui      | Oui      | Oui      | Oui      | Oui      | Oui      | Oui      | Oui      | Oui      | Oui      | Oui      | Oui      | Oui      | Oui      | Oui      |
| Lenora Crichlow        | Oui      | Oui      | Oui      | Oui      | Oui      | Oui      | Oui      | Oui      | Oui      | Oui      | Oui      | Oui      | Oui      | Oui      | Oui      | Oui      | Oui      | Oui      | Oui      | Oui      |
| Sara Stewart           | Oui      | Oui      | Oui      | Oui      | Oui      | Oui      | Oui      | Oui      | Oui      | Oui      | Oui      | Oui      | Oui      | Oui      | Oui      | Oui      | Oui      | Oui      | Oui      | Oui      |
| Richard Lumsden (en)   | Oui      | Oui      | Oui      | Oui      | Oui      | Oui      | Oui      | Oui      | Oui      | Oui      | Oui      | Oui      | Oui      | Oui      | Oui      | Oui      | Oui      | Oui      | Oui      | Oui      |
| Kurtis O'Brien         | Oui      | Oui      | Oui      | Oui      | Oui      | Oui      | Oui      | Oui      |          | Oui      | Oui      |          | Oui      | Oui      | Oui      | Oui      | Oui      | Oui      | Oui      | Oui      |
| Andrew Garfield        | Oui      |          | Oui      |          |          | Oui      |          |          | Oui      |          |          |          |          |          |          |          |          |          |          |          |
| Sarah-Jane Potts       |          |          |          |          |          |          |          |          |          |          | Oui      | Oui      | Oui      | Oui      | Oui      | Oui      | Oui      | Oui      | Oui      | Oui      |
| Laura Donnelly         |          |          |          |          |          |          |          | Oui      | Oui      |          |          |          |          |          |          |          |          |          |          |          |
| Neil Jackson           | Oui      | Oui      | Oui      | Oui      | Oui      | Oui      | Oui      |          |          |          |          |          |          |          |          |          |          |          |          |          |
| Anna Wilson-Jones (en) |          |          |          |          |          |          |          |          |          |          | Oui      | Oui      | Oui      |          |          |          |          |          |          |          |
| Jalaal Hartley (en)    |          |          |          |          |          |          |          |          |          |          |          |          | Oui      | Oui      |          |          |          | Oui      | Oui      |          |
| Thure Lindhardt        |          |          |          |          |          |          |          |          |          |          |          |          |          | Oui      | Oui      |          | Oui      |          |          |          |
| Jemima Rooper          |          |          |          |          |          |          |          |          |          |          |          |          |          |          | Oui      |          |          |          |          |          |

## Récompenses
- Emmy Award 2006 : Meilleure série télévisée du jeune public

## Épisodes

### Première saison
1. Accro à Sugar (Pilot)
2. Fringues à la carte (Love, Sex & Sugar)
3. L'Invitation (Secrets)
4. Les morpions (Sugar ain't too Good)
5. Quand les langues s'emmêlent (My Life Sucks)
6. Bon anniversaire pétasse (Coming Out...Not)
7. Parents barjots, enfants ko (Episode 7)
8. Désintoxication (Episode 8)
9. Enfin libre... ou presque (Episode 9)
10. La cavale (Episode 10)

### Deuxième saison
1. Première rencontre (Episode 1)
2. L'appât (Episode 2)
3. Petits secrets (Episode 3)
4. La vie à trois (Episode 4)
5. Une nuit de solitude (Episode 5)
6. Rivalité (Episode 6)
7. Oh my gode (Episode 7)
8. Valeurs familiales (Episode 8)
9. Difficile de communiquer (Episode 9)
10. La bonne décision (Episode 10)

## Commentaires
La bande originale des DVD et des versions autres qu'anglaise de la série a été presque intégralement modifiée en raison de problèmes de droits d'auteurs.
La musique qui est une composante importante de la série est un mélange de plusieurs styles dont les plus présents sont la pop et trip hop. Plusieurs groupes et chanteurs reviennent souvent, comme Nouvelle Vague et Emilíana Torrini.
Le generique est "One Way or Another" chanté par Blondie

### Annulation
Après avoir annoncé pendant un temps une troisième saison pour l'été 2007 sur son site internet, Channel 4 a finalement décidé en mars 2007 de ne pas commander une autre saison malgré le succès populaire et critique.